# Хурити

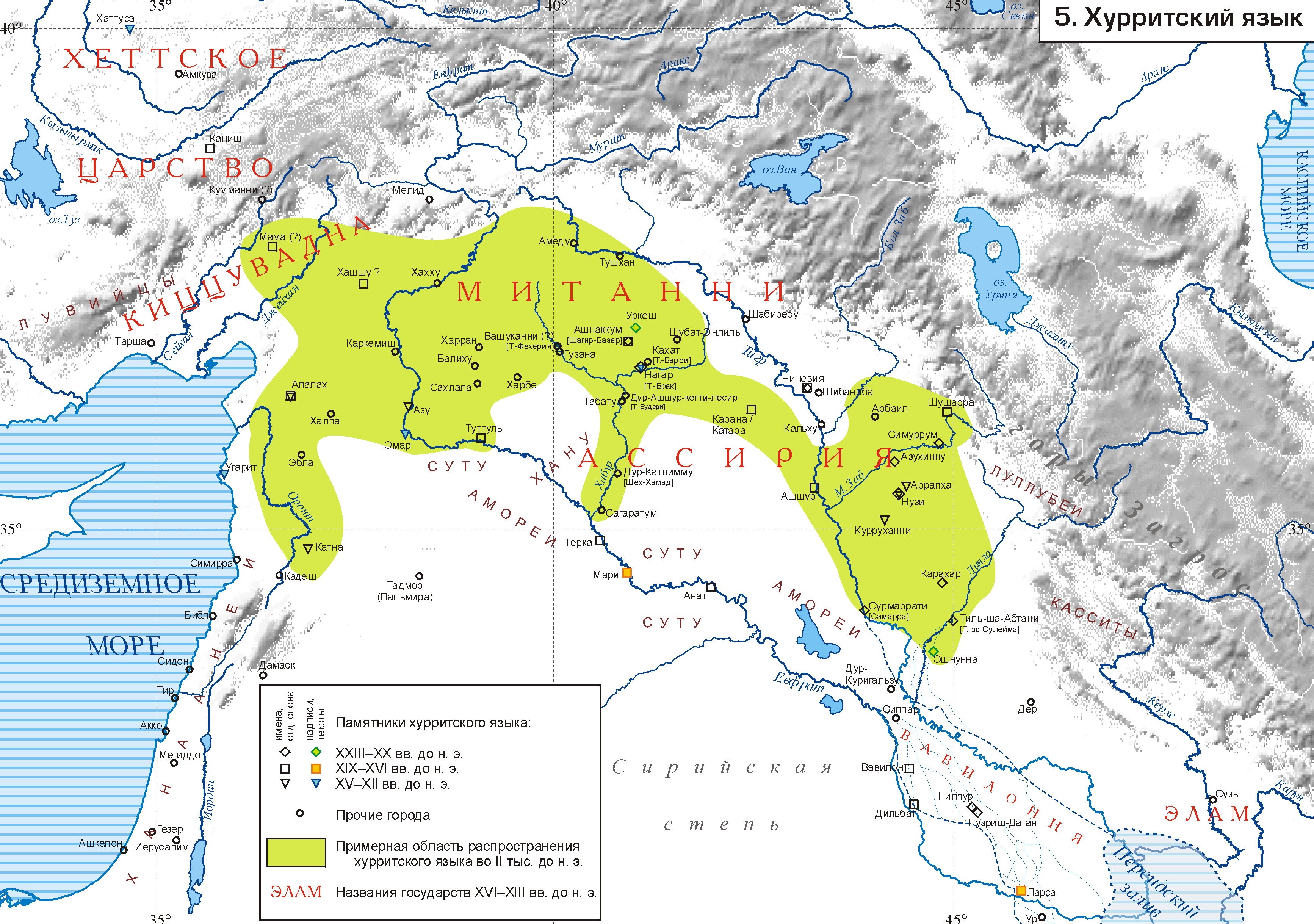
Край поширення хурритської мови

Хурити (клинопис: 𒄷𒌨𒊑; транслітерація: Ḫu-ur-ri) — стародавній народ, що з'явився на території північної Месопотамії у другій половині 3-го тис. до н. е. і належав до невідомої мовної групи Передньої Азії. У своїй письменності використовували різні види клинопису. Відомі з 3-го тис. до н. е. в Північному Межиріччі і на лівих притоках Тигра. У Сирії та Месопотамії жили упереміж з семітами. У XVI-XIII ст. до н. е. хурити створили у Північній Месопотамії державу Мітанні і чинили сильний вплив на Хетське царство. В 1-му тис. до н. е. жили розірваними ареалами на західних, південних та східних околицях Вірменського нагір'я.
Хуритські держави Кумі й Алше з'явилися в кінці 3-го тисячоліття до н. е. на Вірменському нагір'ї. Хурити населяли місто Уркеш, засноване в 4 тисячолітті до н. е. у Месопотамії. Починаючи з 1475 до н. е. по 1365 р. до н. е. хуритське царство Мітанні було найсильнішою державою на Близькому Сході. Урарту включало великий масив хуритского населення, яке переважало в царстві Мітанні. Деякі дослідники вважають ассирійське слово наїрі назвою народу хуритів.
Хурити належать до тих давньосхідних народів, колишня роль яких забута історичною традицією і виявлена знову в XIX ст. Розкопки хетської столиці Хаттуси, що почалися в 1906 р., дали поряд з текстами спочатку незрозумілою мовою також і аккадські державні договори, з яких стало відомо про існування «країни Хурри» і «людей країни Хурри».[джерело?]
Семітолог і ассиріолог Унгнад, Артур Унгнад вважав хуритів найдавнішим етнічним субстратом Месопотамії і першорядним культурним чинником, тобто ототожнював їх із субареями. Згодом ця гіпотеза була доведена.[джерело?]

## Мова й походження

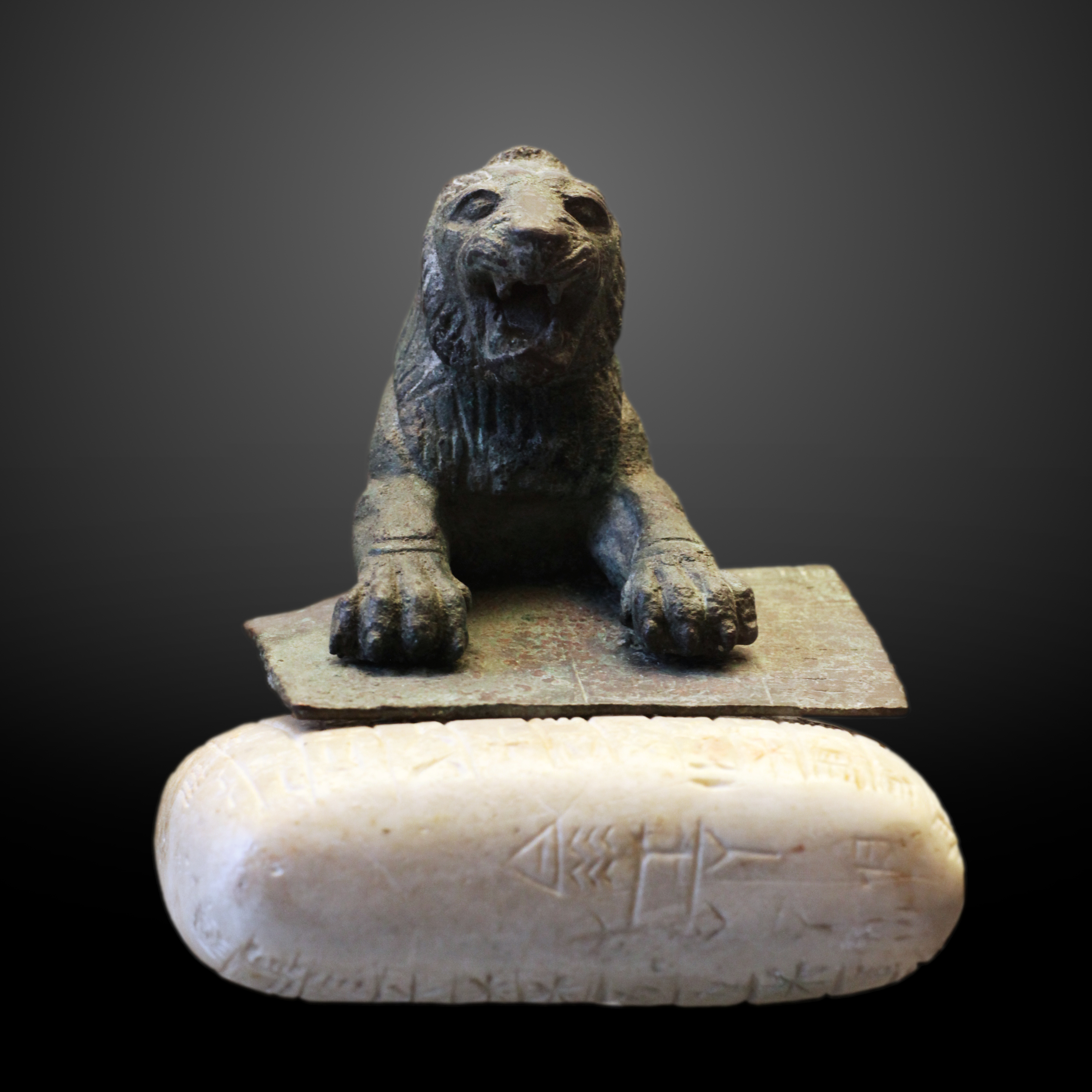
Експонат Лувра — лев і кам'яна плита з найранішим відомим текстом хурритською мовою

Хуррити належали до Арменоїдної групи популяцій (поряд з Урартами і Аккадцями)) і походили з Вірменське нагір'я, але досить швидко вийшли за межі споконвічних місць проживання і врешті-решт поширилися по великій території.
Найраніше зареєстрована присутність народу хурритів згадується в месопотамских записах кінця 3-го тисячоліття. Вони вказують на область на схід від річки Тигр і гірського регіону Загрос як середовище проживання хурритів. На початку 2-го тисячоліття, з'являються свідчення великої міграції хурритів з області біля озера Ван на захід (міграція, ймовірно, була викликана вторгненням індоіранців з півночі). У цей період факти вказують на те, що хурити зайняли домінуюче становище в регіоні, скинувши деяких ассирійських правителів. На схід від Тигр (річка) почали з'являтися процвітаючі торгові міста, засновані хурритами; одним із таких міст став Нузі. Хурритська культура почала переважати в багатьох частинах Сирії. Потім хурриты зайняли значну частину східної Анатолії, ставши, таким чином, сусідом хетів).
З приводу хурритської мови існує консенсус вчених про безпосередній її зв'язок з урартською мовою. Щодо споріднених зв'язків хурритської мови думки вчених розходяться. Відповідно до останніх досліджень Арно Фурне (2019) та Аллан Р. Бомхард вважають, що хуррито-урартські мови є особливою гілкою індоєвропейської мовної сім'ї, що підтверджується лексичною схожістю. Нвйновіші дослідження спростовують думку І. Дьяконова і С.Старостіна про спорідненість хуритської мови з нахсько-дагестанськими мовами. Виявлення нових текстів хурритською мовою, а також розвиток північнокавказького порівняльно-історичного мовознавства в даний час зробили цю гіпотезу менш популярною. Вкрай низьким виявився обсяг гаданих східнокавказько-хурритських лексичних ізоглосс. У 100-словном списку базисної лексики майже не виявляються будь-які збіги між засвідченою хурритською та північнокавказькою прамовою. Лінгвістичний аналіз показує, що хурритська мова існувала паралельно пранахській мові протягом всього часу своєї фіксації.
Починаючи з кінця 2-го тисячоліття до н. е. до VI ст. до зв. е. хурити поряд з урартами та деякими іншими народностями можливо брали участь в процесі складання вірменського етносу.

## Етнографія та географія
Здавна хуррити заселяли Вірменське нагір'я та суміжні райони. З 3-го тисячоліття до зв. е. фіксується розселення хурритських племен з різних областей Вірменського нагір'я до Північної Месопотамії, Каппадокії, Сирії та Палестини. Таким чином у 2-му тисячолітті до н. е. на всьому просторі від Аррапха та півночі Мітанні до сучасної Вірменії та Південної Грузії, і можливо до Великого Кавказького хребта, населення було порівняно однорідним, тобто хурритським. Хурити виступають найбільш ймовірними засновниками куро-аракської культури, а також тріалетської культури. Остання могла виникнути внаслідок вторинного просування хурритів на північ у другій половині 3-го тисячоліття до зв. е.. С. П. Толстов вважав, що назва Хорезм перекладається як «Країна хурритів» — Хварізам.

## Історія

Месопотамія у другому тисячолітті до н. е.

Дрібні хуритські царства почали виникати на початку 2 тисячоліття до н. е. Найвідомішим з них була держава Мітанні, (XVII— XIII ст. до н. е.) на території Північної Месопотамії і прилеглих областей. Столицею його було місто Вашшукканне. Найвищого розквіту Мітанні досягло в XV— XIV ст. до н. е. Мітаннійська культура справляла довгий і сильний вплив на культуру Сирії, малоазійських областей хеттського царства, а також районів, що лежать на північний схід від Мітанні, за Тигром. Царі носили індо-іранські імена. Військо Мітанні володіло високою технікою конярства та знанням колісничного бою, що, ймовірно, і дозволило династії Мітанні об'єднати дрібні хуритські племінні групи Месопотамії та підпорядкувати семітські міста-держави. У період розквіту Мітанні стояло на чолі аморфного союзу дрібних царств і міст-держав, від узбережжя Середземного моря і до окраїнних гір Ірану. В 3— 2 тис. до н. е. аккадці і шумери називали країну хуритів Субарту, а жителів — субареями.
В 1 тис. до н. е. хуритські царства зникають, проте хуритські імена ще вживаються в аккадських текстах. Потім залишки хуритів, найімовірніше, розчиняються серед арамеїв, урартів, вірмен, лувійців, мідійців. Займаючі нині частину території хуритів курди не є їх прямими нащадками, зокрема курдська мова є індоєвропейською і походить не від хуритської, а від мідійської мови. Тому не мають нічого спільного з наукою спроби представити хурито-урартські мови як «протокурдські», так як хурито-урартські мови не тільки не належать до іранської групи індоєвропейської мовної сім'ї, але й не входять навіть в ностратичні макросім'ї . Посилання на наявність ергативного ладу (частково це явище характерне і для пушту) й деяку кількість загальних ізоглос в хуритській і курдській мовах занадто непереконливі.

## Релігія
Хуритська релігія дуже вплинула на релігію хеттів. З Кумманні в Киццуватні хурритська релігія поширилася по території всього Хеттського царства. Синкретизм об'єднав давньохетську та хурритську релігії. Хурритская релігія поширилася в Сирію, де Баал став аналогом Тешуба. У різних формах хуррити вплинули на весь Давній Близький Схід, за винятком Давнього Єгипту і Південної Месопотамії.
Хоча хурритська та урартська мови пов'язані між собою, між відповідними системами вірувань мало спільного.
Хурритські циліндричні печатки часто зображують міфологічні істоти, такі як крилаті люди або тварини, дракони та інші монстри. Інтерпретація цих зображень богів та демонів невідома. Вони могли бути одночасно захисними та злими духами. Деякі нагадують ассирійського Шеду.
У хурритських богів був «домашніх храмів», як і месопотамской чи давньоєгипетської релігії. Важливим культовим центром був Кумманні в Кіццуватні. Харран був релігійним центром бога місяця, а у Шауші був важливий храм в Ніневії, коли місто знаходилося під владою хурритів. Храм Нергала був побудований в Уркеші наприкінці третього тисячоліття до нашої ери. Місто Кахат було релігійним центром у царстві Мітанні.
Хурритський міф «Пісні Уллікуммі», що зберігся у хетів, ймовірно, є прототипом Теогонія Гесіода.

## Культура та суспільство
Відомості про хурритську культуру ґрунтуються на археологічних розкопках у таких місцях, як Нуза та Алалах, а також на клинописних табличках, в основному з Хаттуси, столиці хетів, цивілізація якої знаходилася під сильним впливом хурритів. Таблички з Нузи, Алалаха та інших міст з хурритським населенням розкривають особливості хурритської культури, хоча вони й були написані аккадською мовою. Хурритські циліндричні печатки були ретельно вирізані і часто зображували міфологічні істоти. Вони є ключем до розуміння хурритської культури та історії.

### Архітектура
Для архітектури, пам'ятки якої ще вивчені недостатньо, характерні масивність і присадкуватість загальних пропорцій й кріпосних стін, культових та палацових споруд. Характерні для архітектури Мітанні споруди різного призначення типу «біт-хілані» (загальносемітська назва, що означає в перекладі «будинок-галерея»). Палац-храм у Тель-Халаф, споруджений за царя Капара на початку 1 тис. до н. е.— яскравий приклад будівлі типу хеттського та фінікійського «біт-хілані». Цей тип будівель перегукується з найдавнішим традиційним житловим будинком Північної Сирії. При погляді на палац-храм Капара звертають на себе увагу такі стилістичні ознаки як прямокутний план, могутні виступи-вежі, які немов охороняють портик, що знаходиться між ними. Ще кілька виступів і веж на протилежній, задній стороні врівноважували ритм цих архітектурних форм, які надавали споруді Капара страхітливого фортечного вигляду. Грізно височіла будівля на вершині пагорба, в цитаделі міста, звернена до нього глухою задньою стіною. Палац було добре видно здалеку, завдяки забарвленню. Зведені із сирцевої цегли стіни покривала штукатурка, пофарбована жовтою вохрою. На світлому тлі стін особливо чітко виділялася рясна скульптурна декорація.

### Керамічний посуд

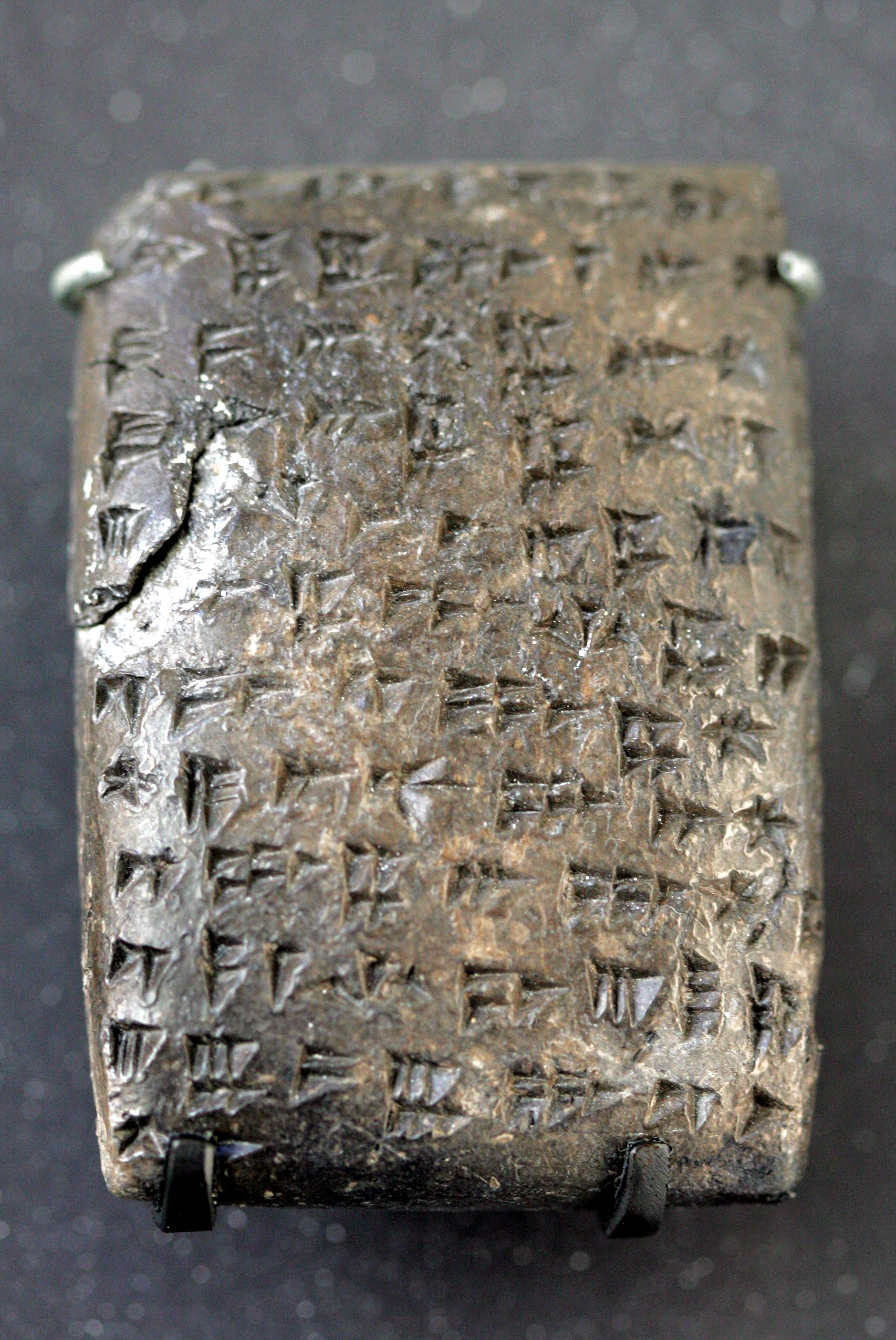
Напис на хурритською мовою

Гуріти були вправними керамістами. Їх кераміка зустрічається в Месопотамія і в землях на захід від Євфрата; її високо цінували в далекому Єгипті, на час Нового Царства. Археологи використовують терміни «посуд Хабура» та «Посуд Нузі» для позначення двох типів гончарних виробів, виготовлених хурритами. Для посуду Хабур характерні червоні лінії з геометричним трикутним візерунком і точками, а посуду Нузі характерні різні форми, часто вони пофарбовані в коричневий або чорний колір.

### Металургія
У хурритів була розвинена металургія. Передбачається, що шумерський термін «мідник» був запозичений з хурритської, що дозволяє зробити висновок про більш ранній присутності хурритів в Месопотамія ще задовго до їх першої історичної згадки в аккадських джерелах. Мідь продавалася на південь, в Месопотамію з високогір'я Мала Азія Анатолії. Долина Хабур займала центральне місце в торгівлі металами, а мідь, срібло і олово видобувалися з хурритських країн Кіццуватна і Ішува, розташованих в Анатолійському нагір'ї. Збереглося небагато прикладів хурритской обробки металу, крім пізнішого періоду Урарту, був присутній досить великий пласт хурритского населення. У Уркеші були виявлені невеликі бронзові фігурки левів.

### Кінна культура
Культура Мітанні була тісно пов'язана з кіньми. Назва країни Ішува, яка, очевидно, мала значне хурритське населення, означало «кінна земля» (також передбачається, що ця назва має анатолійські або протовірменські коріння). Текст, виявлений у Хаттуса, присвячений дресируванні коней. У цьому тексті людина, відповідальна за дресирування коней, була хурритом на ім'я Кікулі.

### Музика
Хурритські тексти Угаріт — найстаріші відомі екземпляри писемної музики, датовані бл. 1400 до н. е. Серед цих фрагментів зустрічаються імена чотирьох хурритських авторів пісень: Тапшинуні, Пуйя, Урнія та Аммія.

## Подальша історія
Після падіння держави Мітанні частина хурритів, що залишилася, мігрувала в глиб Вірменського нагір'я. Існування союзу племен Наїрі документально підтверджено з XIII століття до н. е.. Слово наїрі, на думку ряду дослідників, було ассирійською назвою народу хурритів, що дає зрозумілу версію походження народів Урарту. Ця точка зору підкріплюється дослідженнями про зв'язок мови Урарту з хурритською мовою.